# L'Organisation (film, 1971)
Pour l’article homonyme, voir L'Organisation.
Pour l’article homonyme, voir L'Organisation (roman, 2009).
Série
Appelez-moi Monsieur Tibbs
(1970)
Pour plus de détails, voir Fiche technique et Distribution.
L'Organisation (titre original : The Organization) est un film américain réalisé par Don Medford, sorti en 1971.

## Synopsis
Dans les ténèbres de la nuit, six silhouettes masquées cambriolent une usine de meubles d'apparence respectable et subtilisent pour plusieurs millions de dollars d'héroïne ! Toutefois, il ne s'agit pas de cambrioleurs ordinaires, mais d'une bande d'anciens toxicomanes, devenus militants face à l'incapacité du gouvernement à combattre les problèmes de drogue de la ville. Ils contactent Tibbs, lui avouent le cambriolage et le supplient de leur venir en aide.

## Fiche technique
- Titre : L'Organisation
- Titre original : The Organization
- Réalisation : Don Medford
- Scénario : James R. Webb d'après les personnages créés par John Ball
- Production : Walter Mirisch
- Musique : Gil Melle
- Photographie : Joseph F. Biroc
- Cadreur : Matthew F. Leonetti
- Montage : Ferris Webster
- Pays d'origine : États-Unis
- Format : Couleurs - 1,85:1 - Mono
- Genre : Drame
- Durée : 103 minutes
- Date de sortie : 1971

## Distribution
- Sidney Poitier (VF : Bachir Touré) : Lieutenant Virgil Tibbs
- Gerald S. O'Loughlin (VF : Jacques Deschamps) : Lieutenant Jack Pecora
- Billy Green Bush (en) (VF : Serge Lhorca) : Dave Thomas
- Raul Julia : Juan Mendoza
- Ron O'Neal (VF : Med Hondo) : Joe Peralez
- Lani Miyazaki (VF : Janine Freson) : Annie Sekido
- James A. Watson Jr. (VF : Emmanuel Gomès Dekset) : Stacy Baker
- Demond Wilson : Charlie Blossom
- Sheree North (VF : Gisèle Préville) : Gloria Morgan
- Barbara McNair : Valerie Tibbs
- Bernie Hamilton (VF : Robert Liensol) : Lieutenant Jessop
- Garry Walberg (VF : Yves Brainville) : Capitaine Stacy
- Paul Jenkins (VF : Michel Barbey) : Tony
- Fred Beir (VF : Jean Berger) : Bob Alford
- John Lasell (VF : Jacques Beauchey) : Zachary « Zack » Mills
- Graham Jarvis (VF : Antoine Marin) : William Martin
- Allen Garfield (VF : Henry Djanik) : Benjy
- Charles H. Gray (VF : Henri Poirier) : George Morgan
- Ross Hagen (VF : Roger Rudel) : Chet
- Dan Travanty (VF : Jacques Torrens) : Sergent Leo Chassman
- Jarion Monroe (VF : Jean-Pierre Dorat) : Larry French
- Oscar Beregi, Jr. (VF : Jean-Henri Chambois) : Andre
- John Alvin (VF : René Bériard) : le docteur de la police
- George Spell : Andy Tibbs
- Wanda Spell : Ginger Tibbs

## Accueil

### Accueil critique
Le film a reçu des critiques négatives. Le 23 novembre 1971, Roger Ebert écrit que « L'intrigue n'est pas plausible, comment croire qu'une telle quantité d’héroïne peut être volée à la barbe des autorités... ».

## Autour du film
- Suite de Dans la chaleur de la nuit et Appelez-moi Monsieur Tibbs.